# Ecquetot
Ecquetot é uma comuna francesa na região administrativa da Normandia, no departamento de Eure. Estende-se por uma área de 5,79 km². Em 2010 a comuna tinha 388 habitantes (densidade: 67 hab./km²).